# Первая англо-афганская война
Первая англо-афганская война (перс. جنگ اول افغان و انگلیس‎) — война между Великобританией и Афганистаном в 1838—1842 годах. Британская армия вмешалась в конфликт между эмиром Дост Мухаммедом и эмиром Шуджа-Шахом, вошла в Афганистан и заняла Кабул в августе 1839 года. Через два года афганцы подняли восстание, что заставило покинуть Кабул британскую армию, которая была полностью уничтожена во время отступления в январе 1842 года. Афганцы осадили британские отряды в Джелалабаде. Британская армия совершила повторное вторжение, сняла осаду Джелалабада, и покинула Афганистан в конце 1842 года. Дост Мухаммад вернулся из ссылки и вновь стал эмиром Афганистана.
Эта война стала первым крупным конфликтом так называемой «Большой игры» XIX века, борьбы за территорию Центральной Азии между Великобританией и Россией.

## Причины
Изначальной причиной, заставившей Великобританию уже в 1808 году вступить в отношения с Афганистаном, являлись планы Наполеона по захвату Британской Индии. В 1807 году был подписан франко-иранский союз, позволявший Франции провести через Иран свои войска с целью захвата Индии, поэтому Британской Ост-Индской компании пришлось принимать ответные действия. Так как Афганистан являлся «северными воротами» в Индию, было решено отправить туда посольство.
Посольство Маунтстюарта Эльфинстона, отправленное в Кабул в 1808 году, для установления дружественных отношений с Шах-Шуджей, впервые дало англичанам некоторые определённые сведения об Афганистане, до тех пор совершенно им неведомом. Однако, удачно завязавшиеся отношения, вследствие различных обстоятельств не поддерживались в течение последующих 30 лет, вплоть до 1838 года, когда особые обстоятельства побудили Англию снова обратить внимание на это место Центральной Азии. Первые 30 лет XIX столетия полны в истории Афганистана внутренними распрями, выражавшимися главным образом, в борьбе двух главных колен династии Дуррани — Садозаев (Шуджа-Шах Дуррани и его наследники) и Баракзаев (Дост-Мухаммед).
К 1830-м годам перевес оказался на стороне Дост-Мухаммеда, который, оставаясь правителем Кабула и Газни, раздал провинции своим братьям и сыновьям. Лишь Герат ещё оставался во власти Камрана, племянника Шах-Шуджи, последний жил в Индии, получая от англичан небольшую субсидию. Междоусобная война настолько ослабила Афганистан, что соседи стали посягать на некоторые части его территории. С востока стали угрожать Пешавару сикхи, с запада претендовали на Герат персы. Положение Дост-Мухаммеда становилось тяжёлым, но ещё более ухудшилось, когда Шах-Шуджа, побуждаемый англичанами, заключил в 1833 году союз с сикхами и вторгся в Синд, намереваясь затем идти на Кандагар и Кабул.
Находя свои силы для борьбы с ним недостаточными, Дост-Мухаммед отправил в 1834 году посольство в Россию с просьбой о помощи. Посланец эмира Хусейн Али-хан добрался до Оренбурга лишь в 1836 году, где через военного губернатора В. А. Перовского вступил в переговоры с русским правительством. Результатом этих отношений было командирование в 1837 году в Афганистан состоявшего при Перовском поручика И. В. Виткевича. Прибытие в декабре того же года в Кабул Виткевича, обнаружившее начавшиеся между Россией и Афганистаном переговоры, а также движение персидских войск к Герату, произведённое под влиянием российской дипломатии в Тегеране, оказались достаточным для Великобритании поводом объявить войну Дост-Мухаммеду.

1 октября 1838 года генерал-губернатором Индии Джорджем Иденом был объявлен манифест («Simla manifesto»), содержавший в себе объявление войны и мотивировку принятого англичанами решения.

## Подготовка английского наступления
Ещё в августе 1838 года войсковые части, предназначенные для похода, были предупреждены об этом, а 13 сентября приказом главнокомандующего индийской армией генерала Фэйна был определён состав экспедиционного отряда. Пунктом сосредоточения был назначен Карнул. Отряд состоял из пяти пехотных бригад (15 полков), одной артиллерийской (5 батарей), и одной кавалерийской (3 конных полка). Пехотные бригады были сведены в две дивизии, под началом генералов Коттона и Дункана. Кроме этого отряда, именовавшегося Бенгальской армией и собиравшегося под личным начальством главнокомандующего, в Бомбее формировался другой отряд, в составе трёх бригад, пехотной (3 полка), артиллерийской и кавалерийской под началом генерала Кина (командующего Бомбейской армией). Войска, набранные Шах-Шуджей, имели около 6 тыс. человек. Они должны были вместе с Бенгальской армией переправиться через Инд по дороге на Шикарпур и оттуда идти на Кандагар и Кабул. Наконец, из Пешавара на Кабул должны были направиться сикхские полки Ранджит Сингха, и небольшой отряд индо-британских войск, всего около 10 тыс. человек под началом сына Шах-Шуджи, Теймур Мирзы и под руководством английского капитана Вада. Между тем, пока войска сосредотачивались, обстоятельства в Афганистане сильно изменились: персы, осаждавшие в это время Герат, не смогли его взять, и в начале сентября 1838 вынуждены были удалиться. Виткевича уже не было в Кабуле, Дост-Мухаммед оставался беспомощным. С отступлением персов от Герата, конечно, исчезал всякий предлог к походу в Афганистан, но тогдашний вице-король Индии лорд Оукленд настоял на осуществлении принятого решения. Однако, состав экспедиционного отряда все же был уменьшен до 21 тыс. человек, в том числе бенгальских войск — 9,5 тыс. человек, сосредоточившихся в начале декабря у Фироспура (одна дивизия генерала Коттона, состоявшая из 3 пехотных бригад). Соединённые силы бенгальских и бомбейских войск получили наименование «Индской армии», командование которой было поручено генералу Кину. Количество обозных, сопровождающих войска, было чрезмерно велико и весьма затрудняло их движение; так, за бенгальским контингентом следовал обоз из 30 тыс. вьючных верблюдов с 38 тыс. обозной прислуги. Бенгальские войска должны были следовать из Фироспура на юго-запад, через Багавальпур и затем через Синд до берегов Инда; переправа через реку у Суккура. Отсюда войска должны были следовать на северо-запад через Шикарпур и Баг, к началу Боланского прохода, затем через проход к Кветте, и отсюда через Коджакский перевал к Кандагару.
Силы, которыми располагал в то время Афганистан, были весьма незначительны. Дост-Мухаммед содержал 2,5 тыс. человек пехоты, вооруженных фитильными крупнокалиберными ружьями, 12-13 тыс. всадников и около 45 орудий. Лучшим родом войск являлась кавалерия. Кроме этого «регулярного» войска, имелось ополчение, которое при благоприятных условиях могло дать несколько десятков тысяч необученных, недисциплинированных и плохо вооружённых солдат.

## Поход на Кабул
Индская армия к апрелю 1839 года сосредоточилась у Кветты и затем продолжала движение на Кандагар и Газни, не встречая нигде сопротивления со стороны афганцев. Войска испытывали лишения от недостатка в продовольствии, а также в транспортных средствах, вследствие сильного падежа обозных животных. Около 20 тыс. голов пало только на пути до Кандагара. В Кандагар индо-британские войска вступили без боя 25 апреля. Дальнейший путь их лежал на Газни. Этот город оборонялся гарнизоном под началом Гайдер-хана, сына Дост-Мухаммеда. В виду нежелания афганцев сдаваться, англичане миной взорвали крепостную стену и пошли на штурм. Гарнизон дрался до последней возможности. Около 1000 человек его легло в бою, 1600 взяты были в плен, в том числе и сам Гайдер-хан. Британцам победа стоила всего 17 убитых и 165 раненых, в том числе 18 офицеров.
Несмотря, однако, на значительное превосходство неприятельских сил, Дост-Мухаммед не пал духом. Полагаясь на силу сопротивления крепости Газни, он решил свои лучшие войска под началом сына Акбар-хана бросить сначала на Пешавар, куда в апреле начали стягиваться сикхские войска Ранджит Сингха, разбить последние и уже затем всеми силами обрушиться на Индскую армию. Однако, быстрое падение Газни разрушило планы эмира. Дост-Мухаммед изменил своё намерение и принял решение с отрядом войск, силой около 6000 человек, выступить из Кабула навстречу Индской армии, и на берегах Кабул-дарьи дать ей сражение. Он дошёл со своими войсками до с. Арганды, где в отряде обнаружились такие тревожные признаки брожения и измены, что на успех сражения не оставалось никакой надежды. Тогда Дост-Мухаммед разрешил (2 августа) своим войскам покориться Шах-Шудже, а сам с небольшой горстью приверженцев (350 чел.) отступил на Бамиан. О бегстве эмира стало известно в британском лагере уже на другой день, за ним была послана погоня, но он успел миновать проходы Гиндукуша и достигнуть Афганского Туркестана. 7 августа Шах-Шуджа торжественно вступил в Кабул, а недели через три сюда же прибыл сикхский отряд Теймур мирзы, который в виду смерти Ранджит-Синга в июне 1839, только в конце июля вступил в Хайберский проход, и после непродолжительной стычки у Али-Меджида, направился в Кабул, не встречая на пути никакого сопротивления.

## Начало восстаний
Таким образом Шах-Шуджа был посажен на престол и по духу декларации 1 октября 1838 года войскам надлежало возвращаться в Индию. Но в виду сомнительного положения дел, решено было возвратить домой лишь половину Индской армии, а прочие войска должны были оставаться в Афганистане под началом генерала Коттона. В сентябре из Кабула ушла вся бомбейская дивизия, направляясь через Боланский проход. В октябре ушла часть Бенгальского отряда, направляясь через Пешавар. В Афганистане остались: 7 тыс. человек англо-индийских войск. 13 тыс.человек Шах-Шуджи (содержавшихся за счет Ост-Индской компании) и 5 тыс. сикхского контингента. Главная масса этих войск оставалась в Кабуле, значительное их число было в Джелалабаде, а небольшие отряды были расположены в Кандагаре, Газни и Бамиане. Сначала всё обстояло благополучно. Прилив в страну денег внёс в неё оживление и усилил торговлю, но затем подорожание предметов первой необходимости, назойливое вторжение иноземцев во внутренние дела страны, и другие причины внесли в страну общее недовольство. Назревая постепенно, оно начало обнаруживаться вскоре отдельными восстаниями в разных частях Афганистана. Гильзаи, немало тревожившие Индскую армию на пути её от Кандагара в Газни, не признавали власти Шах-Шуджи и продолжали прерывать сообщения между Кабулом и Газни. Они были усмирены в сентябре 1839 года экспедицией майора Утрама. Но той же осенью возмутились хайберцы. Весной следующего года гильзаи снова подняли восстание в более широких размерах, причём посланные против них войска генерала Нота с большим трудом привели их к покорности. Тогда же (весной 1840 года) восстали хазарейцы (возле Бамиана).

## Пленение Дост-Мухаммеда
Между тем, Дост-Мухаммед, после недолгого своего пребывания в Хульме, попробовал искать убежища у бухарского эмира Насруллы, но ошибся в своих расчётах и возвратился обратно в Хульм. Около этого времени (середина 1840) англичане, с целью повлиять на узбекских владетелей Афганского Туркестана, выдвинули небольшой отряд к северу от Бамиана, к Байгаку. Дост-Мухаммед воспользовался этим обстоятельством и уговорил хульмского хана напасть на Байгак. 30 августа произведено было нападение на британский пост и занимавший его отряд должен был отступить к Бамиану. Дост-Мухаммед с узбекским отрядом преследовал англичан, но 18 сентября был разбит туземными частями генерала Денни. Потеряв надежду на содействие узбеков, Дост-Мухаммед ушёл в Кугистан (провинция к северу от Кабула) и поднял в нём волнение. Против повстанцев из Кабула был выслан отряд под началом генерала Сэля. В Перванской долине (к северу от Чарикара) 2 ноября произошло сражение, в котором англичане понесли поражение. На следующий день отряд Сэля отступил к Чарикару. Таково было положение дел, когда совершилось непонятное и до сих пор не выясненное историей событие. На третий день после Перванского боя Дост-Мухаммед явился в Кабул и отдал себя в распоряжение англичан. Неудача у Насруллы, слабость узбеков, боязнь за свою голову, вероятно, недурно оцененную англичанами, вот, по-видимому обстоятельства, могущие служить разгадкой поступка Дост-Мухаммеда. Сдавшийся эмир был направлен на жительство в Индию.

## Восстание
С удалением Дост-Мухаммеда и после неудачи Хивинского похода (1839—1840) Перовского, пребывание англичан в Афганистане теряло свой смысл, почему Шах-Шуджа и напомнил им об этом. Однако, англичане, по-видимому, не намеревались уходить, устраиваясь в стране, как у себя дома, разводя здесь сады, строя дома, выписывая из Индии свои семьи. Такое поведение иноземцев ещё больше настраивало против них афганское население. Озлобление постепенно увеличивалось. Мятежи и волнения стали возникать между дураниями, гильзаями и другими племенами Афганистана. Усмирение этих вспышек поглощало всё внимание англичан, но чем дальше, тем менее успешным оно становилось. Положение дел грозило общим восстанием, которое и не замедлило обнаружиться. Поводом к нему послужило сокращение и даже прекращение денежных субсидий, выдававшихся вождям гильзаев, кугистанцев, кызылбашей и других афганских племён. Шах-Шуджа, на ряд обращённых к нему по этому поводу претензий, сослался на своеволие англичан, намекнувши на желательность освободиться от иноземцев. Этого намёка было достаточно, чтобы в конце сентября 1841 года составился заговор против господства иностранцев. Англичане, предупреждённые о заговоре, ничего не предпринимали. Начался ряд восстаний.
В период с апреля по октябрь 1841 года недовольные афганские племена стекались, чтобы поддержать сопротивление британцам в Бамиане и других районах к северу от Гиндукуша. Они были организованы в эффективное сопротивление такими вождями, как Мир Масджиди-хан.
В конце сентября восточные гильзаи заперли в своих горах все проходы, ведущие из Кабула в Джелалабадскую область, прервав сообщение англичан с Индией. Усмирение гильзаев было поручено генералу Сейлу, уже назначенному со своей бригадой к возвращению в Индию через Пешавар. Он должен был навести порядок на гильзайских землях, следуя в Джелалабад. 11 октября он вступил в Хурд-Кабульское ущелье и, ведя по пути непрерывные бои с мятежниками, 3 ноября без серьёзных потерь дошёл до Гандамака.
Одновременно вспыхнуло восстание в Кугистане и на пространстве между Кабулом и Кандагаром. Наконец 2 ноября произошла резня в самом Кабуле и одной из первых жертв пал англичанин Бёрнс, состоявший при Шах-Шудже в качестве неофициального советника. Два дома, в которых помещалась британская миссия, были разграблены, караулы при них были вырезаны, казна (170 тыс. рупий) разграблена, вся прислуга перебита. И все это было совершено в присутствии 6 тыс. британских войск, запершихся в укреплённом лагере в расстоянии получаса пути от возмутившегося города. Со стороны генерала Эльфинстона, командовавшего в это время войсками под Кабулом, не последовало никакого распоряжения, ни один британский офицер не явился на выручку своих.
Безнаказанность резни 2 ноября 1841 явилась в глазах афганцев свидетельством слабости англичан, весть об успехе восстания облетела всю страну и толпы гази (сподвижников за веру) отовсюду повалили в город. Шах-Шуджа заперся в кабульской цитадели Бала-Гиссар и ждал исхода событий. Во главе восстания стояли магометзаи, родственники Дост-Мухаммеда, избравшие эмиром Мухаммед-Земан-хана, племянника Дост-Мухаммеда и бывшего правителя Джелалабадской области. У английских войск была отнята большая часть их провиантских и артиллерийских запасов. В Кударе возмутившиеся солдаты Кугистанского полка сами перерезали своих английских офицеров. В Чарикаре полк гуркхов был осаждён афганцами в своих казармах, из-за недостатка воды был вынужден оставить их и на пути к Кабулу был истреблён. В Чейн-дабаде, между Кабулом и Газни, был вырезан отряд капитана Вудборна. Отряд капитана Фирриза был осаждён в Хайберских горах несколькими тысячами афганцев и едва пробился до Пешавара.

## Отступление и уничтожение отряда Эльфинстона
Слабый и нерешительный Эльфинстон видел всё спасение лишь в отступлении. Вместо того, чтобы принять энергичные меры, он вступил с афганцами в переговоры. Войска между тем голодали и постепенно совершенно деморализовались. Переговоры тянулись бесконечно. Английский представитель Макнактен, приглашённый на свидание с Акбар-ханом, был вероломно убит 23-го декабря. Его отрубленную голову, воткнув на пику, понесли по улицам города, а изуродованное тело было выставлено на поругание на Кабульском базаре в течение трёх дней. Со смертью Макнактена, вожди восстания сочли недействительным выработанный им договор и предложили Эльфинстону новые, более унизительные условия. В первый день 1842 года договор с афганцами был скреплён печатями 18-ти сердарей. Во исполнение этого договора англичанами были сданы афганцам: все денежные суммы, в количестве 1400000 рупий, вся артиллерия, за исключением 9 пушек, много различного огнестрельного и холодного оружия, все снаряды, амуниция, все больные и тяжело раненые с двумя при них врачами и, наконец, заложники в числе 6 офицеров. Обещанный же договором конвой из числа афганских войск не был назначен.
Не получая обещанного конвоя, Эльфинстон решился двинуться в путь на свой страх и риск и 6 января английские войска в числе 4,5 тыс. человек боевого состава, с нестроевыми, женщинами, детьми и лагерной прислугой, выступили из Кабула, направляясь к Хурд-Кабульскому ущелью. Едва хвост колонны покинул лагерь, как начались нападения афганцев, орудия скоро были отняты у англичан и весь отряд был превращен в толпу, охваченную паникой. Последние уцелевшие были окружены и уничтожены 13 января около Гандамака.
Недалеко от Джелалабада, где находился со своим отрядом генерал Сейл, афганцы довершили истребление отряда Эльфинстона. Те, что спаслись здесь, погибли дальше от холода, голода и лишений. Из 16 тыс. человек, выступивших из-под Кабула, уцелел единственный человек — доктор Брайден, который 14 января, израненный и совершенно истомлённый голодом, добрался до Джелалабада.

## Обстановка в Афганистане
Судьба других британских отрядов, находившихся в Афганистане, была следующая. Продолжалась осада Джелалабада, где Сейл удачно держался, отражая и даже рассеивая афганцев, также удерживался и генерал Уильям Нотт в Кандагаре. Оба отказались сдать афганцам занятые ими позиции, несмотря на предписание Эльфинстона, выполнявшего договор 1 января. В Келат-и-Гильзае успешно держался капитан Креги. В Газни долго сопротивлялся полковник Памер, но, поверив афганцам, что они его пропустят в Пешавар, сдал цитадель (6 марта). Последовало немедленное нападение на гарнизон, и он был весь истреблён, за исключением Памера и нескольких офицеров, взятых в плен. Сообщения между Индией и Кабулом были прерваны ещё в октябре 1841 года.

## Поход на Кабул
Когда в Калькутте были получены известия о кабульском восстании, через Пешавар была послана для поддержки кабульской армии бригада генерала Вильда, но она (январь 1842) не могла пробиться через Хайберский проход и была отброшена с большим уроном. Для спасения оставшихся в Афганистане отрядов Сейла и Нотта были приняты следующие меры: Поллок, сменивший Вильда, был усилен 4 пехотными полками, кавалерией и артиллерией, а из Синда была двинута на Кандагар бригада генерала Энглянда. Последний в конце марта был встречен на Коджакском перевале афганцами и отступил к Кветте. Поллок уже в феврале был в Пешаваре, но оставался здесь в течение двух месяцев. В дальнейшем, однако, действия англичан были более решительными и удачными. Выступив 3 апреля, Поллок прошёл в несколько дней до Джелалабада, где и соединился с Сейлом. 10 мая, после небольшого дела на Коджакском перевале, прибыл в Кандагар и генерал Энглянд.
После этого британским войскам предстояло или уйти из Афганистана, или наступлением вглубь страны восстановить свой престиж и освободить заложников и пленных. Новый вице-король (Эдвард Лоу) склонялся к первому, общественное мнение Англии громко требовало второго.

## Итог. Отступление британцев из Афганистана
Наконец, генералу Нотту было приказано начать отступление из Афганистана, но кружным путём, через Газни—Кабул—Пешавар, Поллоку же было предложено поддержать Нотта движением на Кабул. Нотт выступил из Кандагара 7 августа 1842 года, Поллок из Джелалабада 20 августа. Между тем, в Кабуле, со времени ухода Эльфинстона продолжались междоусобные распри, что значительно ослабило способность афганцев к сопротивлению. Полок и Нотт двигались к Кабулу почти беспрепятственно, легко рассеивая нестройные толпы афганцев. 15 сентября в Кабул прибыл Поллок, а на другой день и Нотт. Отсюда были посланы ими в различные части страны карательные экспедиции, а Кабул отдан войскам на разграбление. После почти месячного пребывания под Кабулом, 12 октября английские отряды выступили на Пешавар. Отряд Нотта, шедший позади подвергался непрерывным нападениям афганцев. В последних числах декабря войска достигли пределов Индии. Тогда же Дост-Мухаммед вернулся в Афганистан, где, в виду смерти Шах-Шуджи, вскоре и занял престол эмиров.
Война обошлась Великобритании в более чем 18 тыс. жизней, 25 млн фунтов стерлингов и в значительной мере подорвала престиж английской армии, усилив при этом её присутствие в Центральной Азии.

## В культуре
- На фоне отступления из Кабула разворачивается действие приключенческого романа «Флэшмен» Джорджа Фрейзера[4].

### Статьи
- Yapp, M. E. The Revolutions of 1841-2 in Afghanistan (англ.) // Bulletin of the School of Oriental and African Studies, University of London. — Cambridge University Press, 1964. — Vol. 27, iss. 2. — P. 333–381.